# Flehmen

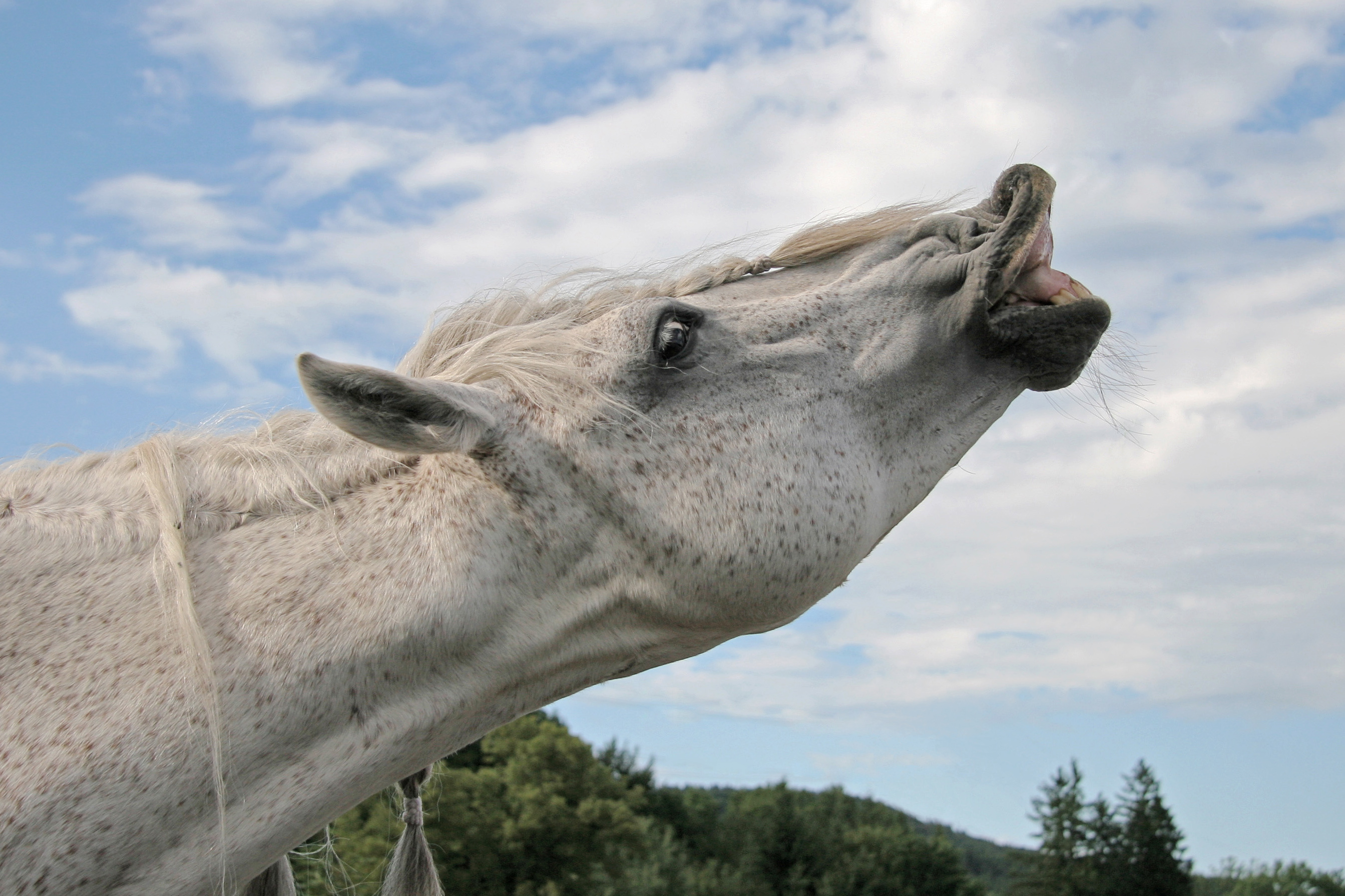
Flehmen d'un étalon qui retrousse la lèvre supérieure.

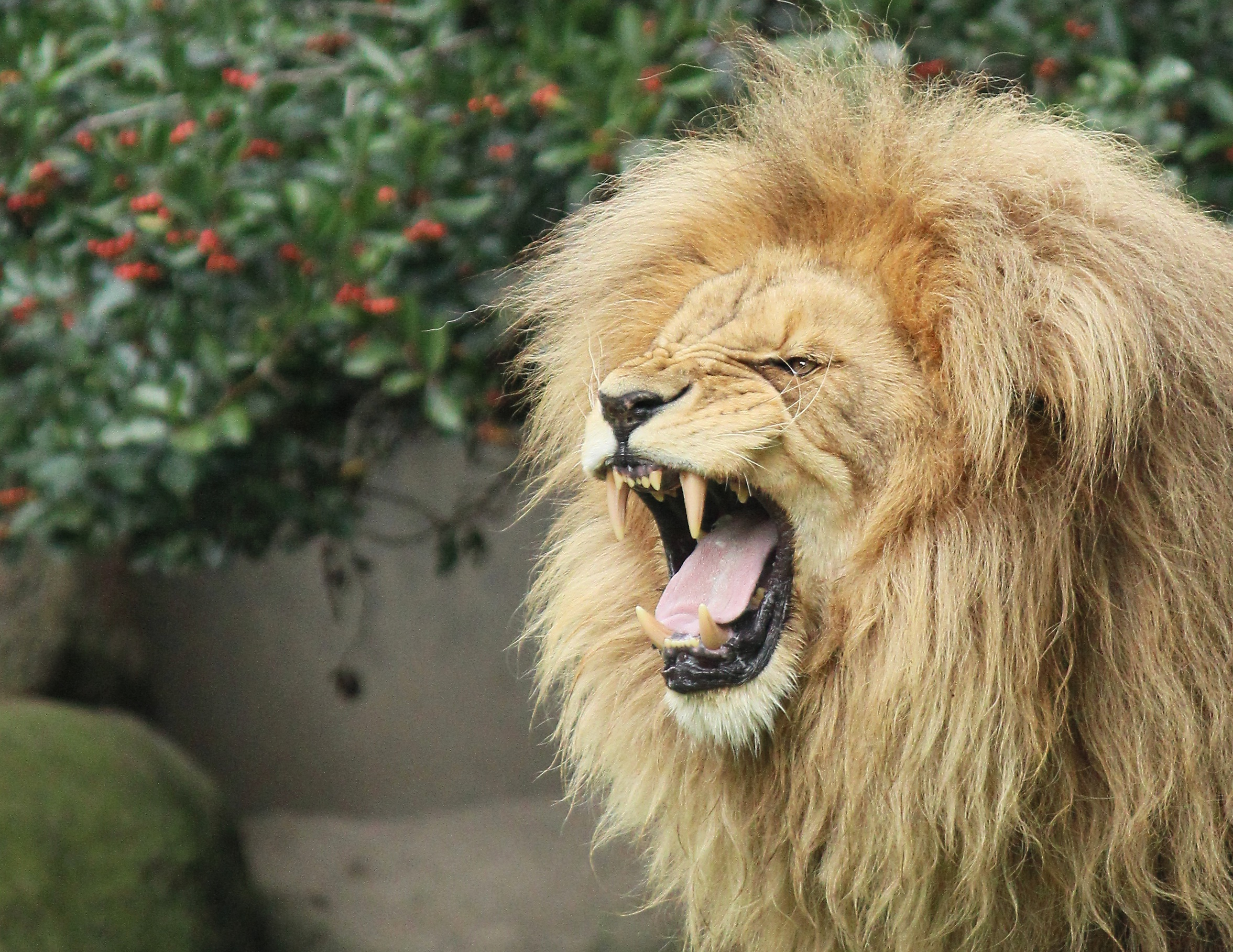
Flehmen d'un lion dont les organes voméro-nasaux s'ouvrent par deux canaux derrière les incisives supérieures. Pendant ce mouvement qui peut durer une minute, il procède à des inhalations ou exhalaisons d'air par bouffées saccadées.

Le flehmen (mot allemand signifiant « retrousser la lèvre supérieure », terme et comportement pour la première fois décrit par le zoologue Schneider en 1930), appelée aussi moue de flairage (expression moins usitée que le terme allemand dans les publications) est un réflexe olfactif accompagné d'une attitude caractéristique des mammifères (félidés, ongulés — équidés, suidés, certains ruminants, mais aussi insectivores, chauve-souris, primates, etc.). Cette expression faciale (appelée grimace par projection anthropomorphique) est caractérisée par le fait que ces animaux à nez mobile et dont la fermeture des narines exige une grande contorsion de la lèvre, lèvent la tête, allongent le cou et le mufle, et relèvent voire retournent la lèvre supérieure. Chez certaines espèces, la gueule est ouverte avec des mouvements rapides de langue qui accompagnent ou suivent le flehmen. Cette pratique a pour fonction d'orienter la prise d'air vers l'organe voméro-nasal dit de Jacobson (se situant sur le palais, sous la surface intérieure du nez), généralement en bouchant les cavités des fosses nasales, afin d'augmenter la perception des phéromones ou de certaines odeurs biologiques (urine, fèces, vulve, etc.) généralement liées à la reproduction. Le verbe français associé à ce réflexe est « muser ». Il se distingue du flairage stricto sensu qui est l'ensemble du reniflement, de la prise d'eau ou d'air et des postures corporelles adaptées conjointement à ces opérations, afin d'orienter cette prise vers l'organe d'olfaction (perception par voie orthonasale et rétronasale). 
Ce comportement intervient dans la communication intraspécifique mais aussi interspécifique

## Lion
Les femelles sont fécondes tous les deux ou trois mois en moyenne, et les phéromones qu’elles émettent ne durent que deux ou trois jours. Pour vérifier la fécondité d’une femelle, le mâle utilise l’organe de Jacobson. Le lion relève la lèvre supérieure et ouvre la gueule d’une manière très reconnaissable.

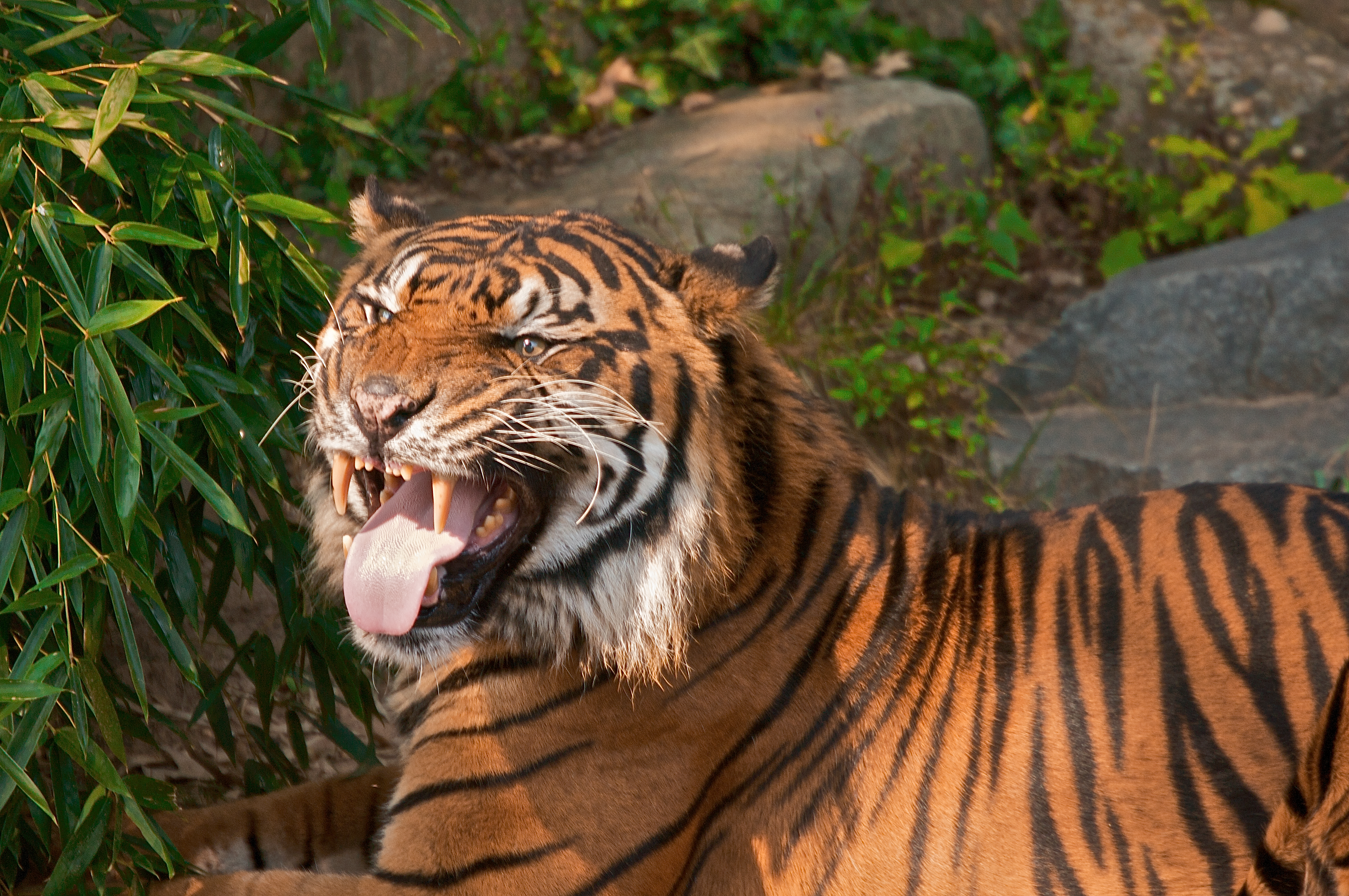
Flehmen de tigre.

## Tigre
La période de reproduction peut avoir lieu à n’importe quel moment de l’année, mais il y a un pic qui varie selon la zone géographique, qui concerne autant les chaleurs et la fécondité des femelles que la quantité de semence des mâles. L’œstrus dure neuf jours en moyenne, et le cycle reprend tous les 15 à 20 jours dans la nature contre une quarantaine de jours en captivité. Lorsque la femelle est en œstrus, elle signale sa présence par des gémissements et des rugissements répétés accompagnés d’un marquage olfactif plus fréquent qu'à l'accoutumée, que les mâles repèrent grâce à leur organe voméro-nasal lors du flehmen.

## Équidé
L’équidé qui a perçu une odeur inhabituelle ou très chargée de sens retrousse la lèvre supérieure, lui donnant l’air de sourire, en tendant son encolure et sa tête vers le haut. Il inspire alors bruyamment. L’animal agit ainsi lorsqu’il veut mémoriser ou analyser une odeur, comme la mère à la naissance de son poulain, ou le mâle lorsqu’il croise les crottins d’un autre étalon ou l’odeur d’une femelle en chaleur.
Souvent ce sont donc les mâles qui adoptent cette attitude, mais il suffit de présenter à un équidé un objet ayant une odeur qu’il ne connaît pas pour qu’il tente de l’identifier de cette manière. Ce peut être, par exemple, une mare dans laquelle il boit pour la première fois, ou un aliment inconnu (cependant, chez les équidés, cette posture, lorsqu’elle est adoptée à répétition, est caractéristique des chevaux souffrant de coliques).

## Galerie

Attitudes de flehmen
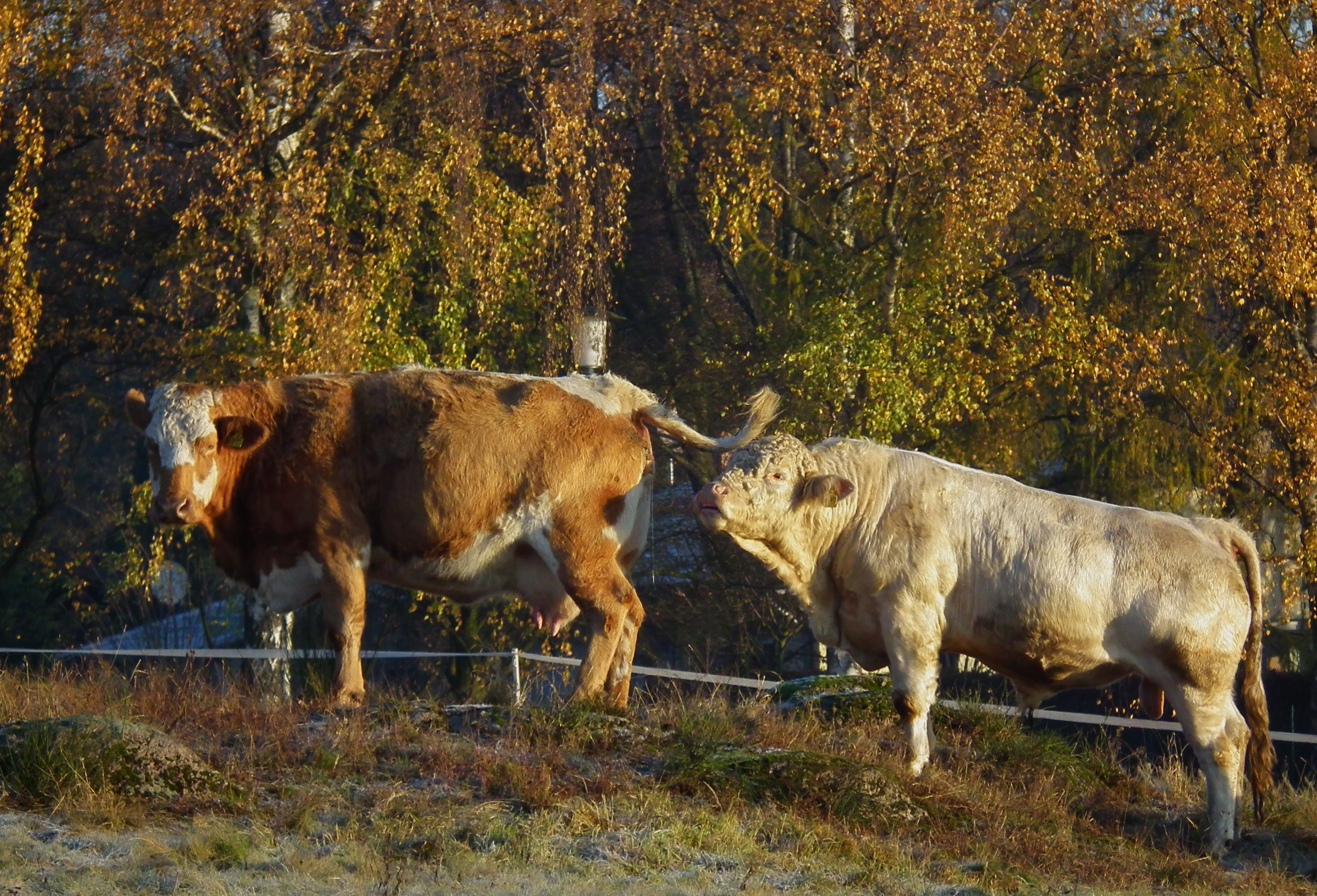
Taureau humant les urines d'une vache.
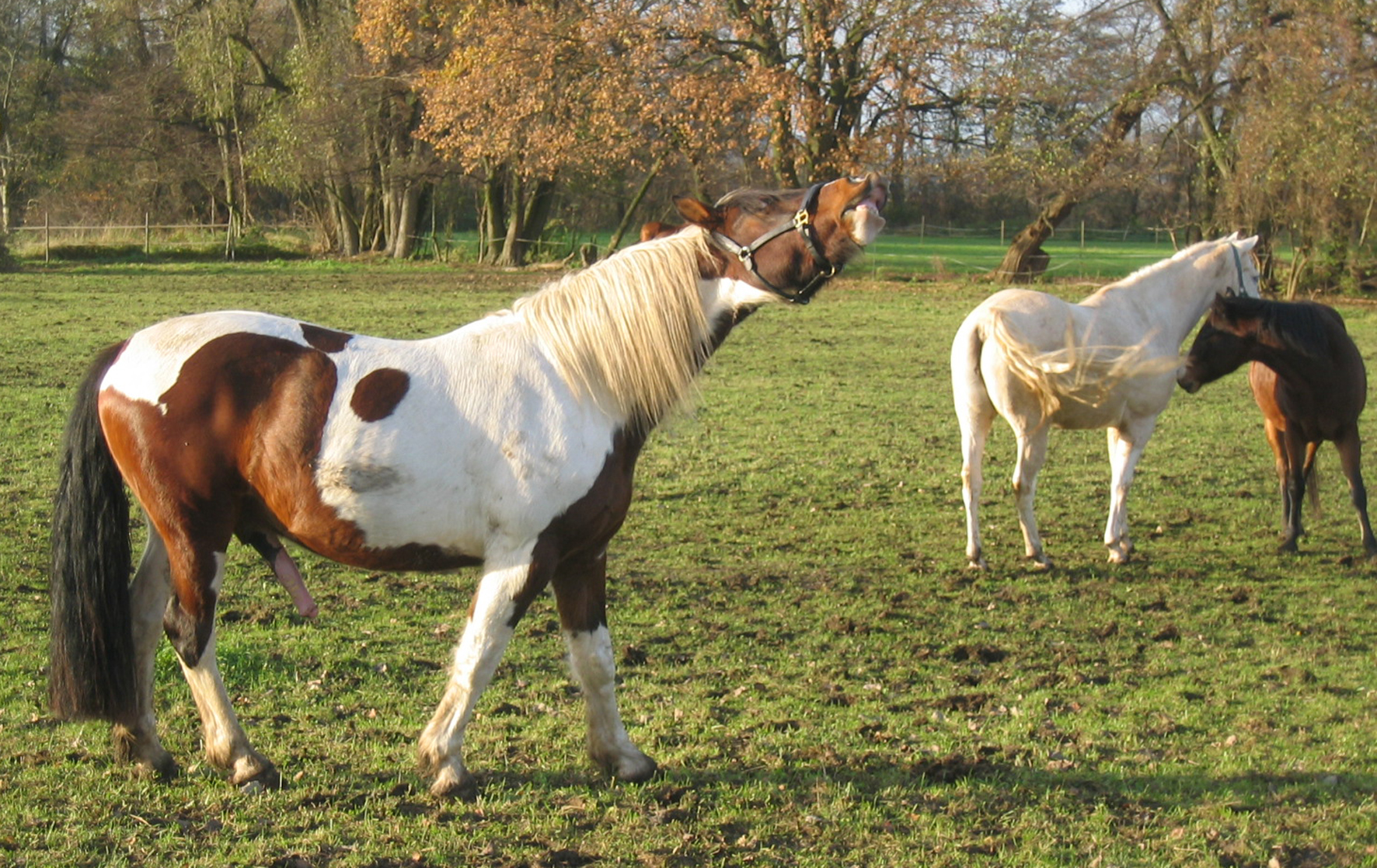
Étalon dans l'attitude du flehmen
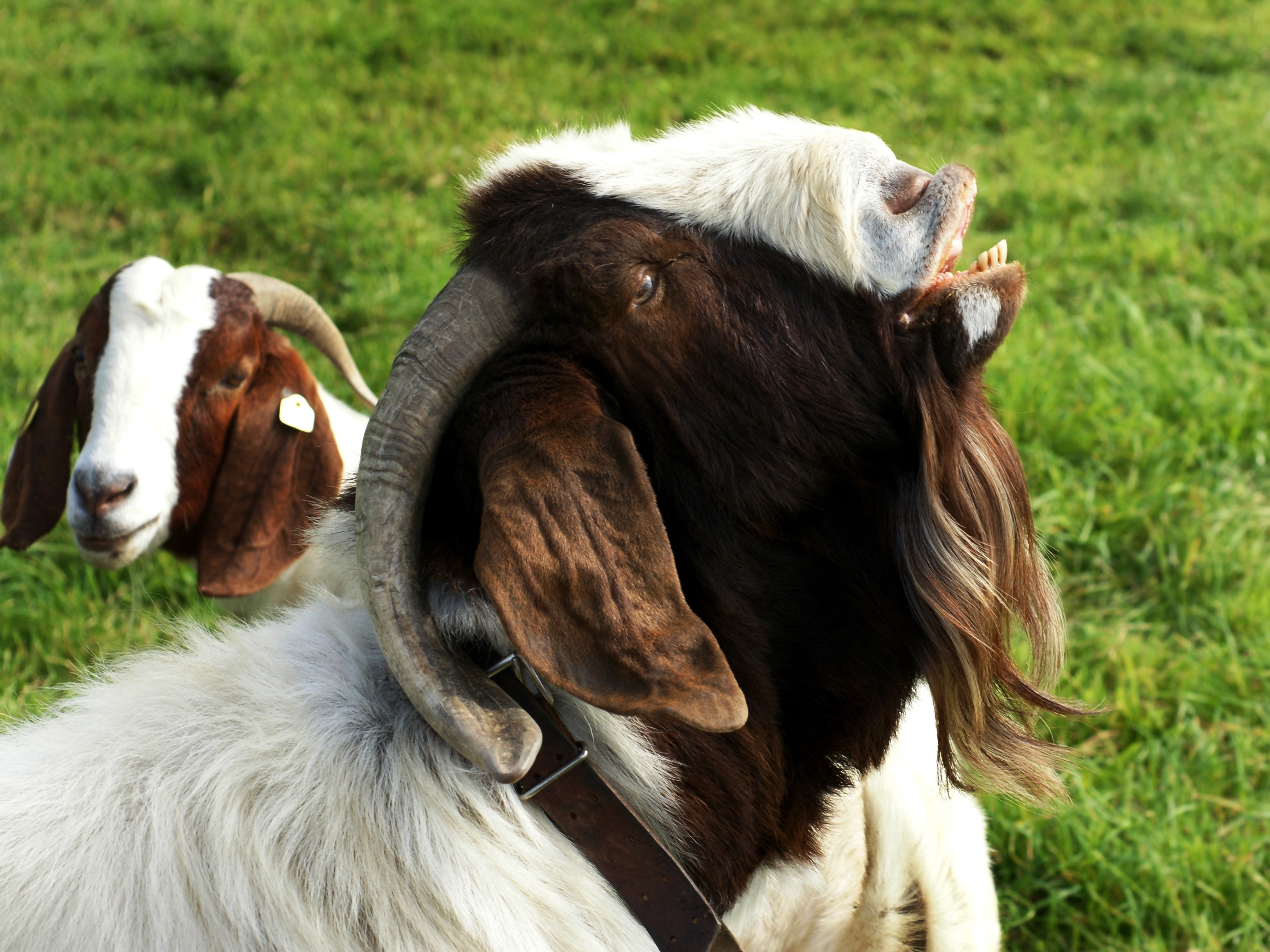
Flehmen d'un bouc
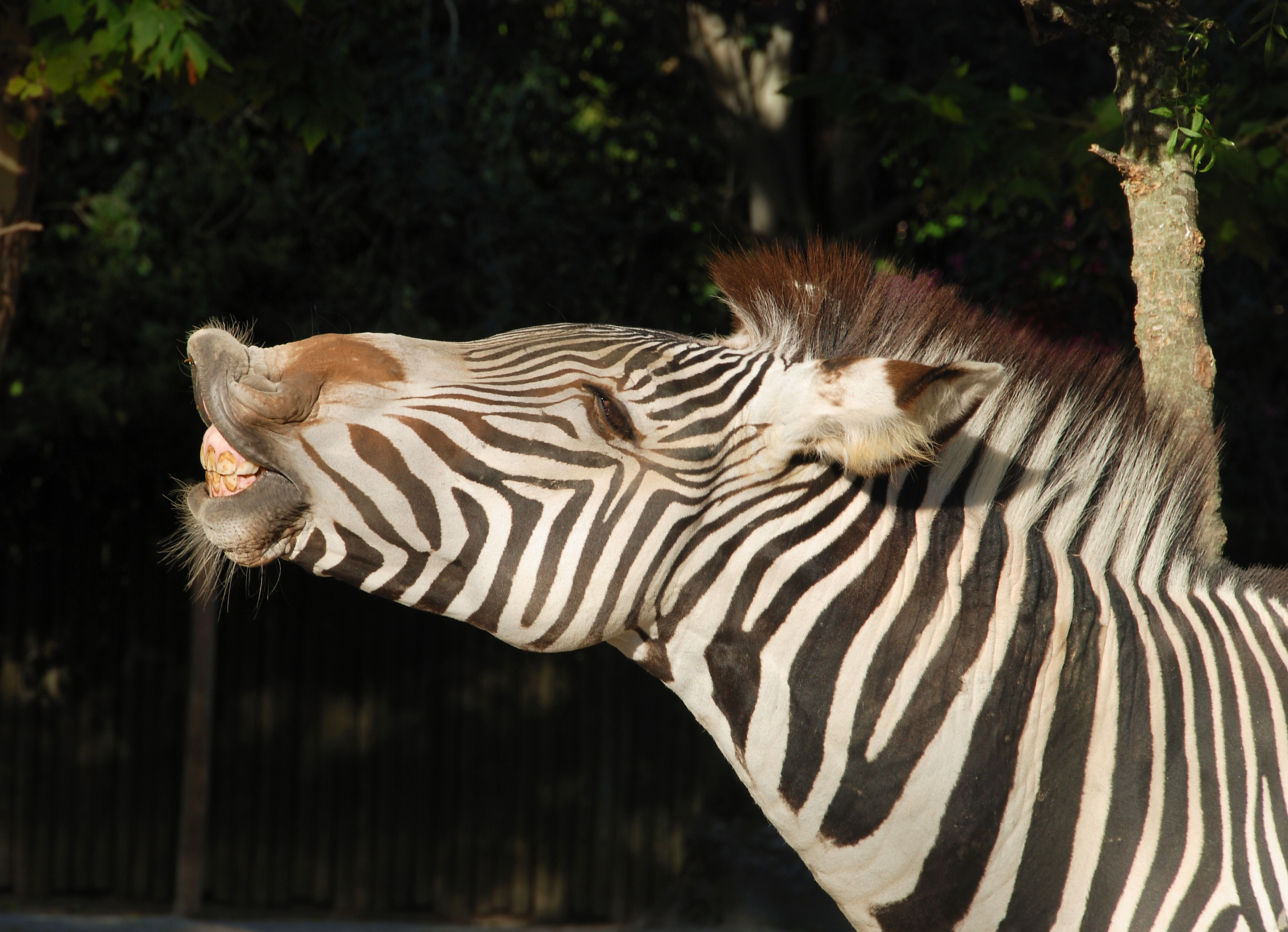
Flehmen d'un zèbre
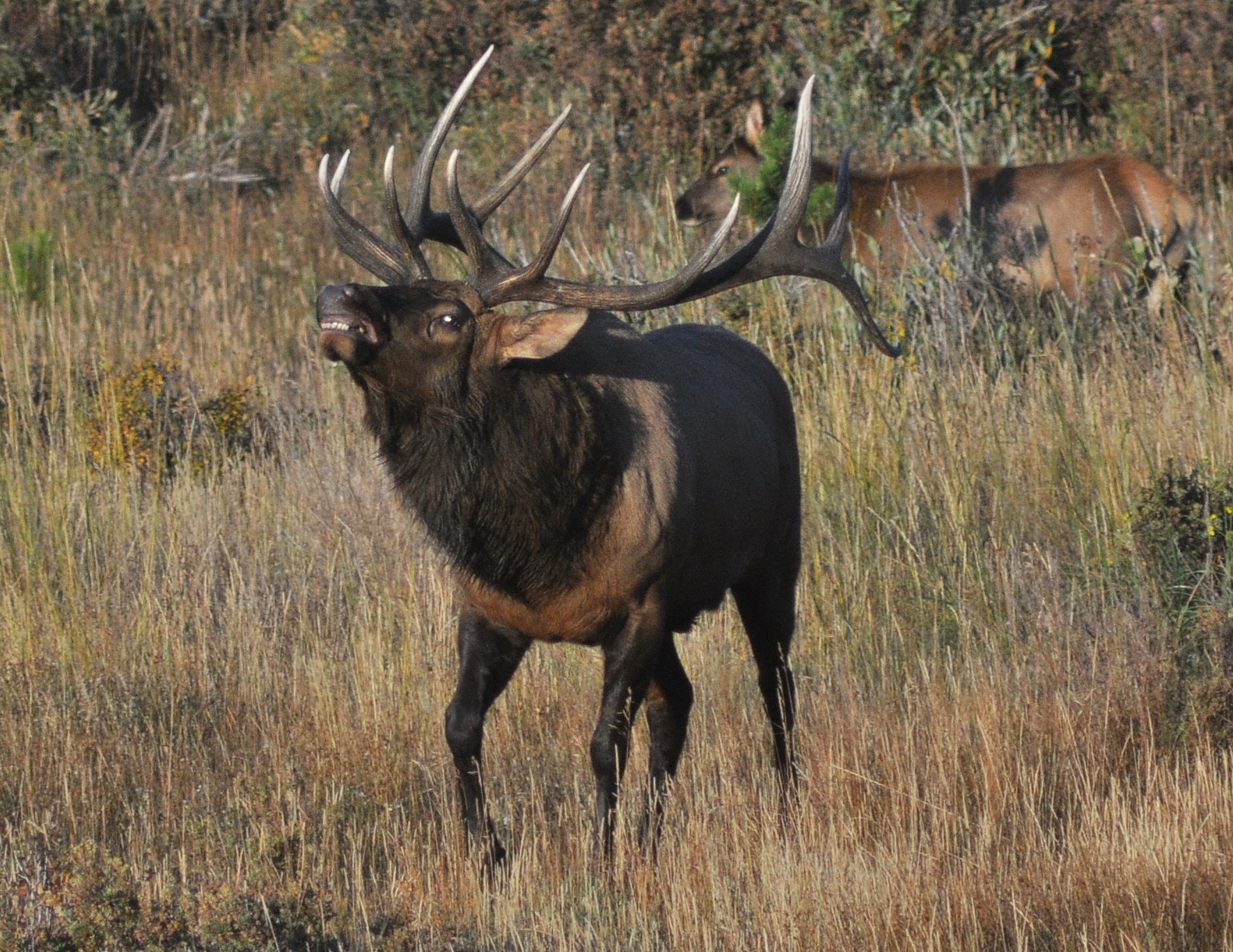
Flehmen d'un wapiti
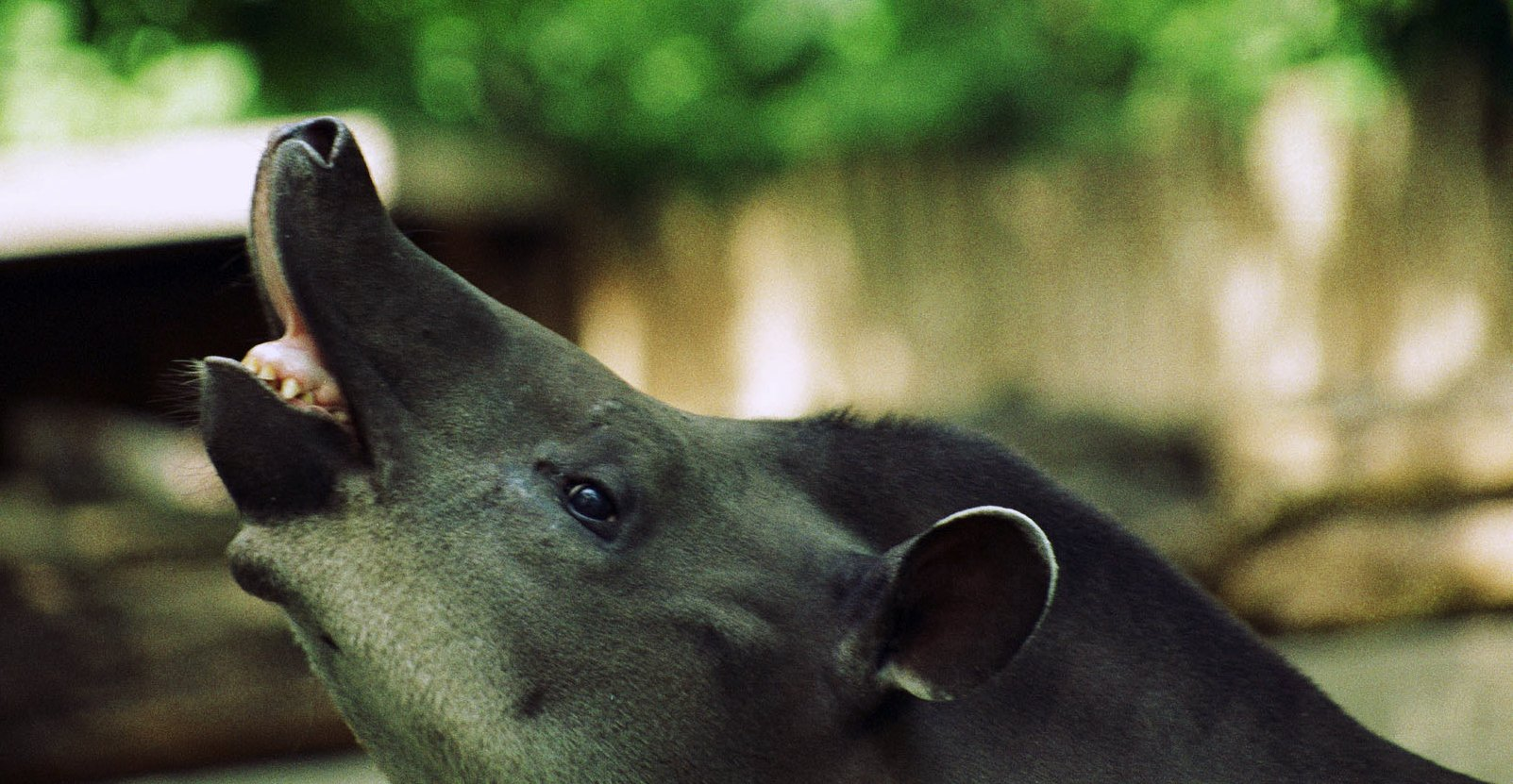
Flehmen d'un tapir du Brésil